# Portland Timbers U23
Portland Timbers U23 is een Amerikaanse voetbalclub uit Portland, Oregon. De club speelt in de USL Premier Development League, de Amerikaanse vierde klasse, en is een satellietclub voor de Portland Timbers uit de USL First Division

## Seizoen per seizoen
| Jaar | Divisie | League  | Regulier Seizoen | Playoffs                | Open Cup            |
| ---- | ------- | ------- | ---------------- | ----------------------- | ------------------- |
| 2009 | 4       | USL PDL | 2de, Northwest   | Divisional halve finale | Niet gekwalificeerd |